# Mehrdad Minavand
Mehrdad Minavand Chaghal (en persa: مهرداد میناوند چغل‎; Teherán, 30 de noviembre de 1975 - Ib., 27 de enero de 2021) fue un futbolista y entrenador iraní, que se desempeñó como mediocampista y militó en diversos clubes de Irán, Austria, Bélgica y Emiratos Árabes Unidos.

## Selección nacional
Fue internacional con la selección de fútbol de Irán en sesenta y siete ocasiones y marcó cuatro goles. Incluso participó con su selección en una sola Copa del Mundo, Francia 1998, donde su selección quedó eliminada en la primera fase, siendo tercera de su grupo.

### Participaciones en Copas del Mundo
| Mundial                        | Sede    | Resultado    |
| ------------------------------ | ------- | ------------ |
| Copa Mundial de Fútbol de 1998 | Francia | Primera fase |

### Goles internacionales
| # | Fecha                  | Lugar                                                                | Oponente               | Gol  | Resultado | Competición                                |
| - | ---------------------- | -------------------------------------------------------------------- | ---------------------- | ---- | --------- | ------------------------------------------ |
| 1 | 8 de diciembre de 1996 | Estadio Maktoum bin Rashid Al Maktoum, Dubái, Emiratos Árabes Unidos | Tailandia              | 2–0  | 3–1       | Copa Asiática 1996                         |
| 2 | 2 de junio de 1997     | Estadio Abbasiyyin, Damasco, Siria                                   | Maldivas               | 17–0 | 17–0      | Clasificación para la Copa Mundial de 1998 |
| 3 | 4 de junio de 1997     | Estadio Abbasiyyin, Damasco, Siria                                   | Kirguistán             | 5–0  | 7–0       | Clasificación para la Copa Mundial de 1998 |
| 4 | 31 de octubre de 2001  | Estadio Al-Nahyan, Abu Dabi, Emiratos Árabes Unidos                  | Emiratos Árabes Unidos | 3–0  | 3–0       | Clasificación para la Copa Mundial de 2002 |

## Clubes

### Como futbolista
| Club            | País    | Año         |
| --------------- | ------- | ----------- |
| PAS Teherán     | Irán    | 1994 - 1995 |
| Persépolis      | Irán    | 1995 - 1998 |
| Strum Graz      | Austria | 1998 - 2001 |
| Charleroi       | Bélgica | 2001 - 2002 |
| Al-Shabab       | EAU     | 2002        |
| Persépolis      | Irán    | 2002 - 2004 |
| Sepahan         | Irán    | 2004 - 2005 |
| Rah Ahan Yazdan | Irán    | 2005 - 2006 |

### Como entrenador
| Club         | País | Año  |
| ------------ | ---- | ---- |
| Persépolis B | Irán | 2009 |

## Muerte
Falleció el 27 de enero de 2021 a los cuarenta y cinco años en Teherán, luego de seis días hospitalizado por COVID-19.